# Silene surobica
Silene surobica är en nejlikväxtart som beskrevs av Alexander Gilli. Silene surobica ingår i släktet glimmar, och familjen nejlikväxter. Inga underarter finns listade i Catalogue of Life.